# Organización territorial de Croacia

Condados de Croacia.

La organización territorial de Croacia está regida por la Ley de Autonomía Local y Regional, sancionada el 6 de abril de 2001.

## Divisiones territoriales
Los condados (en croata: županij, en plural, županija, en singular) son las principales divisiones territoriales de la República de Croacia. Hay un total de 21 condados en el país (20 condados y la ciudad de Zagreb).
Los condados, a su vez, se subdividen en unidades de autogobierno local, que comprenden dos categorías equivalentes desde el punto de vista político administrativo: las llamadas ciudades (en croata: Gradovi en plural, Grad en singular) y los municipios (en croata: općine en plural, općina en singular). El uso de la palabra ciudad (grad) debe diferenciarse cuando se aplica a la localidad propiamente dicha de cuando refiere al distrito del cual es cabecera. En el segundo caso, usualmente, se escribe con mayúscula inicial o se usa la expresión upravni grad, literalmente, «ciudad administrativa», aunque no oficialmente. Hay un total un total de 127 ciudades administrativas y 428 municipios.
La unidad de gobierno autónomo local está formada por distintas áreas pobladas o asentamientos (en croata: naselja en plural, naselj en singular). Estos sitios poblados van de pequeñas aldeas a ciudades medianas, con sus respectivos ejidos.